# Godó
A Godó német eredetű férfinév, több Gott-tal kezdődő név (például Gotfrid, Gothárd, Gotlíb stb.) önállósult, becézett formája.

## Gyakorisága
Az 1990-es években szórványos név, a 2000-es években nem szerepel a 100 leggyakoribb férfinév között.

## Névnapok
- január 16.[2]
- május 26.[2]